# Antiguo Palacio de Verano

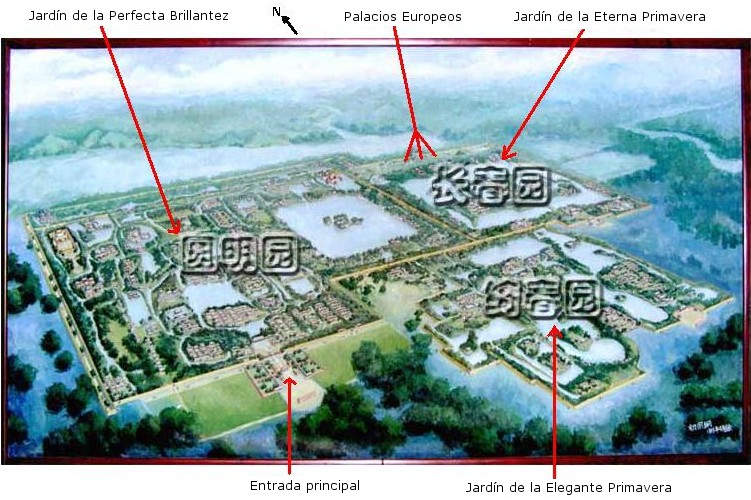
Los Jardines Imperiales tal como eran antes de su destrucción, en una pintura antigua.

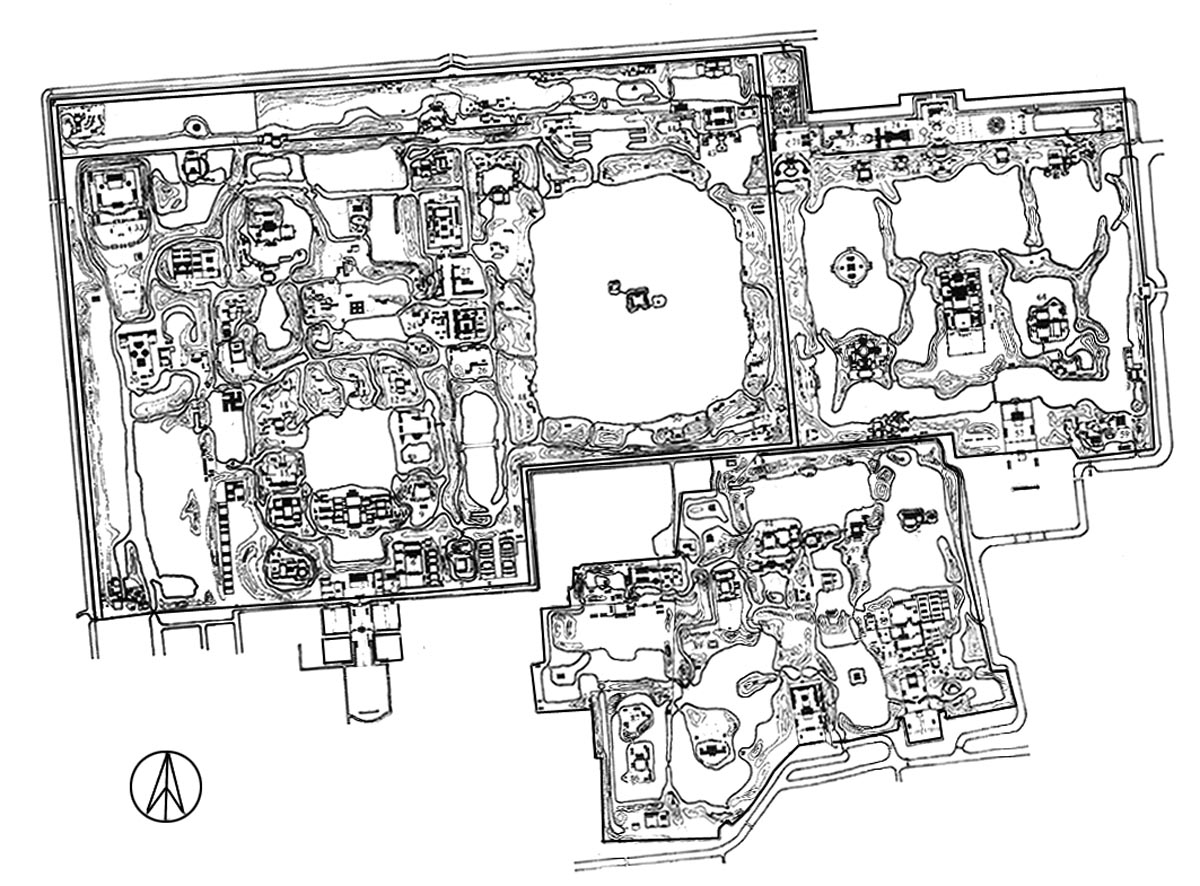
Plano de los Jardines Imperiales del Antiguo Palacio de Verano

El Antiguo Palacio de Verano es el nombre con el que se conoce en Occidente al Jardín del Perfecto Brillo (en chino tradicional, 圓明園; en chino simplificado, 圆明园; pinyin, Yuánmíng Yuán o Yuanmingyuan), originalmente llamado Jardines Imperiales (en chino tradicional, 御園; en chino simplificado, 御园; pinyin, Yù Yuán). Fue un complejo de palacios y jardines, construido entre el siglo XVIII y principios del XIX, situado a 8 kilómetros al noroeste de los muros de la Ciudad Imperial en Pekín.
A pesar del nombre que se le dio en Occidente, el recinto fue la principal residencia y espacio de trabajo de los emperadores de la dinastía Qing desde el reinado del emperador Kangxi hasta 1860; la Ciudad Prohibida se usaba para ceremonias formales y durante unas pocas semanas en invierno.
Conocidos por su extensa colección de jardines, arquitectura y otras obras de arte (un nombre popular en China fue el "jardín de jardines", en chino tradicional, 萬園之園; en chino simplificado, 万园之园; pinyin, wàn yuán zhī yuán), los Jardines Imperiales fueron destruidos por los ejércitos británico y francés en 1860 durante la segunda guerra del Opio. Hoy en día, la destrucción de los Jardines Imperiales es aún considerada en China como un símbolo de la agresión extranjera y la humillación.
El Antiguo Palacio de Verano se encuentra en la actualidad a las afueras de la puerta oeste de la Universidad Tsinghua, al norte de la Universidad de Pekín y al este del Palacio de Verano. La dirección postal es: 28 Calle Qinghua Occidental, Distrito Haidian, Pekín, 100084.

## Historia y construcción

### El emperador Kangxi (1661-1722): la fundación

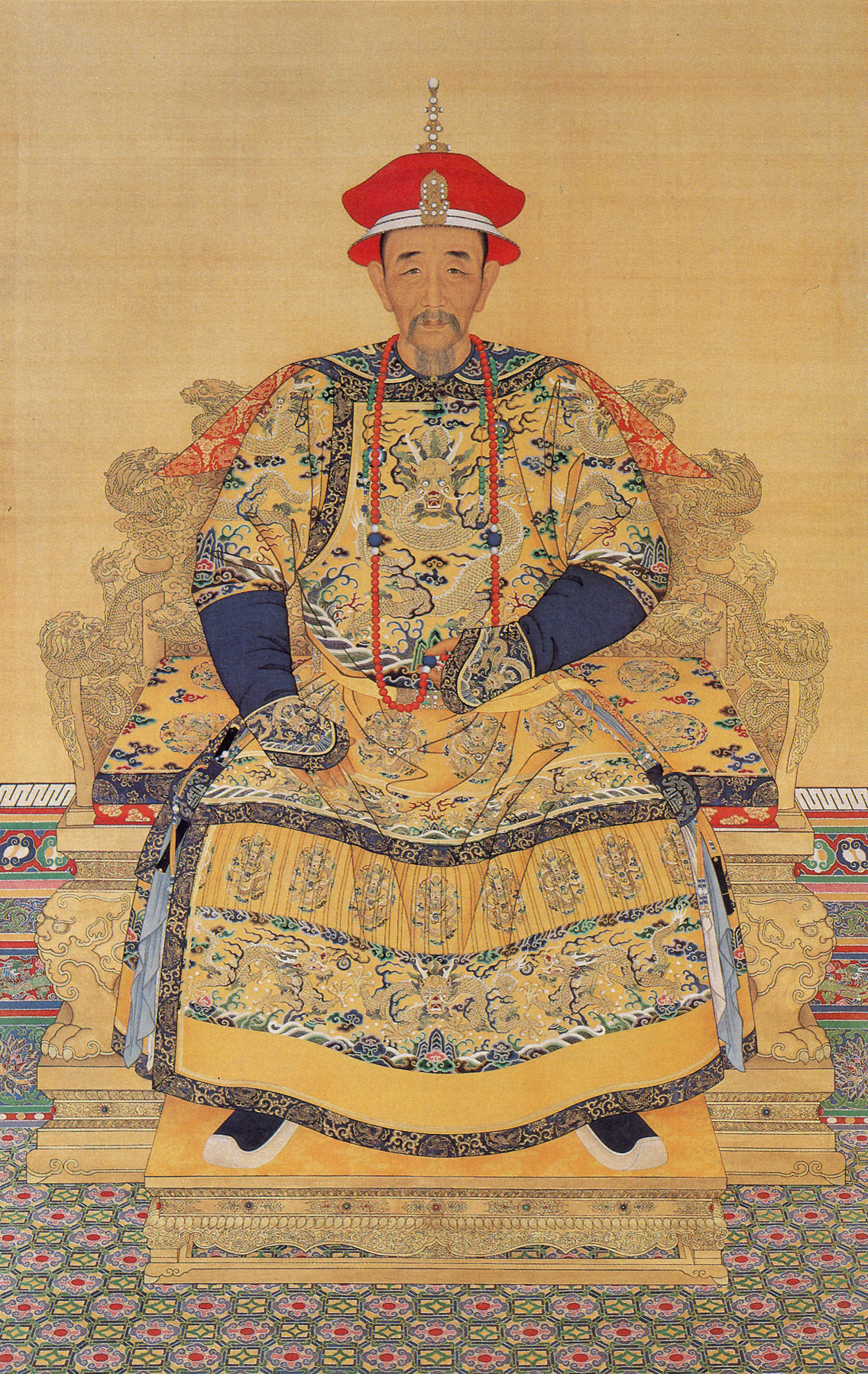
El emperador Kangxi.

A finales del siglo XVII, el emperador Kangxi decidió crear una villa veraniega lejos de la formalidad de la Ciudad Prohibida y del calor asfixiante que hacían en verano. Justo al norte de la capital eligió un terreno que contenía varios arroyos, lagos y donde se disfrutaba de frescas brisas. Esta villa fue llamada Jardín de la Alegre Primavera (en chino tradicional, 暢春園). Con el tiempo, el lugar se convirtió en la residencia favorita del emperador, que solo pasaba en la Ciudad Prohibida un mes, el más frío del año.
En 1709, Kangxi decidió construir una nueva villa para su cuarto hijo, el príncipe Yongzheng, situada menos de un kilómetro al norte del Jardín de la Alegre Primavera. La nueva propiedad recibió el nombre de Jardín del Perfecto Brillo (en chino tradicional, 圓明園; en chino simplificado, 圆明园; pinyin, Yuanmingyuan), nombre que posteriormente englobaría todo el complejo.

### El emperador Yongzheng (1722-1735): la primera ampliación
En 1725, tres años después de ascender al trono, el nuevo soberano convirtió el Jardín del Perfecto Brillo en su principal palacio y sede de la corte, residiendo en él de febrero a octubre. Trabajador incansable, rara vez salió del palacio o viajó a otros lugares de China, suprimiendo incluso las estancias veraniegas y otoñales en el palacio de Chengde, que tanto gustaban a su padre.
Yongzheng aportó el abastecimiento de agua a los jardines, creando lagos, arroyos y estanques que complementaban las llanuras y las colinas rocosas. El emperador también dirigió la construcción de varios edificios y pabellones y concibió 28 "vistas pintorescas": lugares en los que el paisaje era especialmente notable e imitaba lugares reales del sur China, como los lagos de Hangzhou. Al este del complejo, un gran lago simbolizaba el Mar de la China Oriental y en su centro una isla recordaba la morada de los inmortales.
A finales del su reinado, el Jardín del Perfecto Brillo cubría una extensión de 200 hectáreas, contenía más de cien edificios y estaba vigilado por 24.000 soldados. Como en la Ciudad Prohibida y en otros palacios chinos, solo el emperador, su harén y los eunucos podían entrar en los recintos más interiores y ver todo el complejo.

### El emperador Qianlong (1735-1796): la segunda ampliación

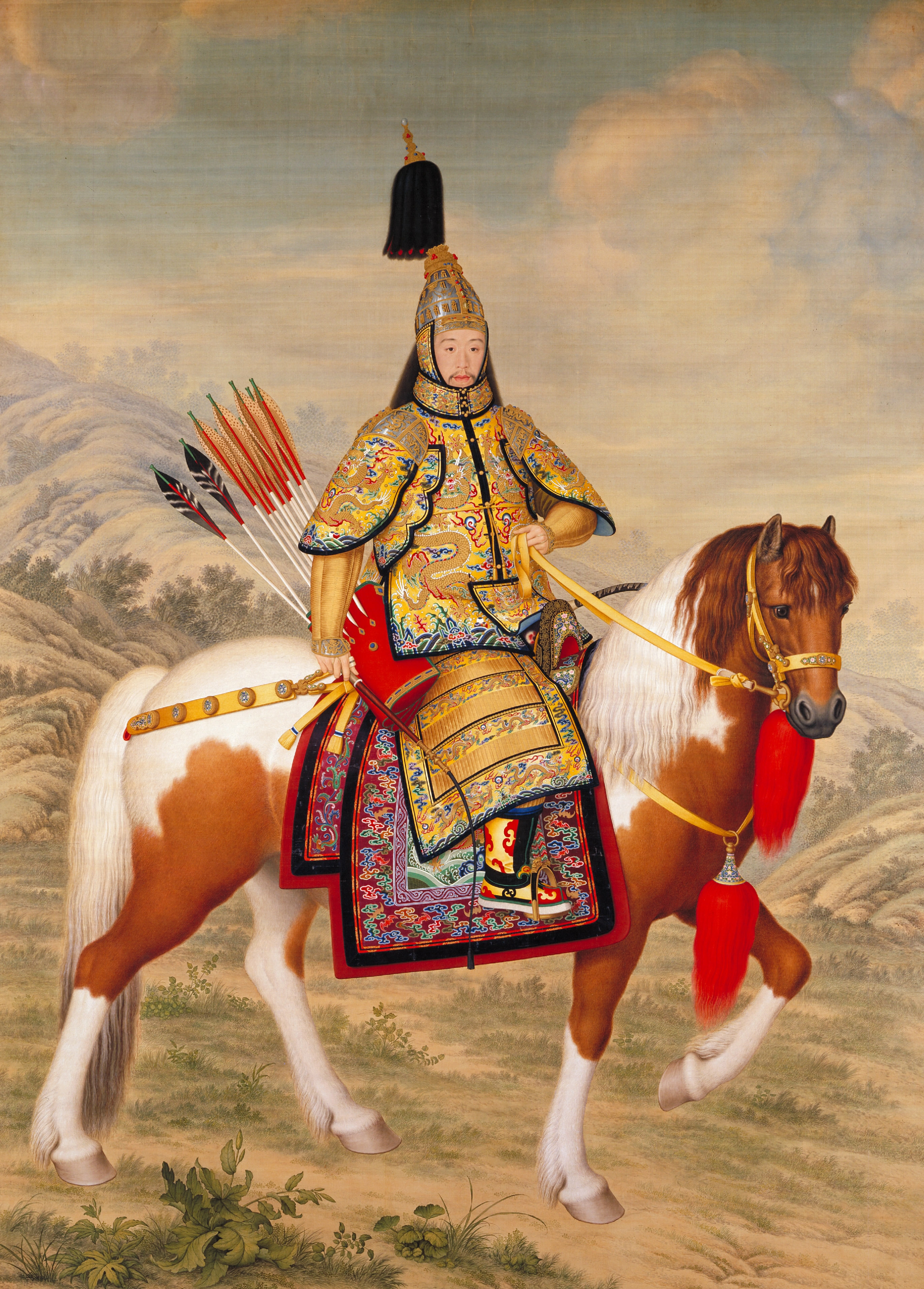
El emperador Qianlong a caballo y con la armadura de ceremonia.

Durante el reinado de Qianlong, el Jardín del Perfecto Brillo o Yuanmingyuan alcanzaría su máxima extensión y la cumbre de su esplendor. Solo nueve años después de su ascensión, Qianlong encargó la llamadas Cuarenta Vistas del Yuanmingyuan, detalladas pinturas sobre seda que retrataban distintos edificios y "vistas pintorescas" del jardín. Durante los primeros años del reinado de Qianlong, las 28 vistas de Yongzheng habían sido aumentadas con doce más, como un monumental templo para los ancestros que seguía el estilo de la Ciudad Prohibida, una versión del estudio de Zhou Dunyi en el Lago Oeste de Hangzhou o un suntuoso palacio con tejas doradas y balaustradas de mármol. La escala de estos nuevos edificios era muy distinta a la relativamente modesta arquitectura de los reinados anteriores, hecha a base de pequeños y medianos pabellones de madera pintada.
En 1749, Qianlong añadió un nuevo jardín al oeste, el llamado Jardín de la Eterna Primavera (en chino tradicional, 長春園; en chino simplificado, 长春园; pinyin, Chángchūn Yuán o Changchunyuan) destinado a servir de lugar de retiro cuando abdicara al trono en 1796 (Qianlong había prometido no reinar más que su abuelo Kangxi). En este nuevo recinto, la arquitectura era más festiva y extravagante, pues el Jardín de la Eterna Primavera no estaba pensado para albergar responsabilidades oficiales y de gobierno.
Fue a partir de entonces, cuando Quianlong empezó a concebir un conjunto de edificios "estilo europeo" y construidos en piedra al norte del nuevo Jardín de la Eterna Primavera. Los llamados Palacios Europeos (en chino tradicional, 西洋楼; pinyin, Xīyáng Lóu o Xiyanglou), de estilo rococó, eran en realidad pabellones destinados a visitas esporádicas y a celebraciones cortesanas, es decir, decorados exóticos del mismo modo que lo fueron los caprichos chinescos en Europa. Los Palacios Europeos contenían además elaboradas fuentes como la Fuente del Zodíaco, y juegos de agua que fascinaban al emperador y que fueron obra del jesuita Michel Benoist. Los también jesuitas Giuseppe Castiglione (pintor de la corte) y Jean-Denis Attiret se encargaron de la arquitectura y decoración de los nuevos palacios. Para conmemorar la finalización de los palacio en 1783, el emperador encargó una serie de grabados llamada Viente Vistas de los Palacios Europeos.
En 1774, Qianlong añadió un tercer y último jardín al sur complejo, el Jardín de la Elegante Primavera (en chino tradicional, 綺春園; en chino simplificado, 绮春园; pinyin, Qǐchūn Yuán o Qichunyuan). Este se caracterizó por tener una estructura y organización marcadamente más irregular.
Un año antes que abdicara, en 1795, el emperador recibió en el Yuanmingyuan una delegación neerlandesa de la Compañía Holandesa de las Indias Orientales liderada por Isaac Titsingh. La Misión Titsingh fue la última vez que los europeos contemplaron los esplendores del palacio imperial y sus jardines. Algunos de sus integrantes dejaron descripciones del encuentro.
Bajo Qianlong, los Jardines Imperiales alcanzaron su máxima extensión y siguieron siendo la principal residencia del emperador, su familia y la corte. Al contrario que su padre, Qianlong fue un ávido viajero y realizó numerosos tours por todo el territorio chino, también disfrutaba especialmente pasando la temporada otoñal en su palacio de Chengde. Algunos años pasó solo 10 días en el Yuanmingyuan, su máximo fue 251 días, la media se ha establecido en 127 días por año, es decir, medio año en los Jardines Imperiales y medio año en la Ciudad Prohibida.

### Los reinados posteriores: los emperadores Jiaqing (1796-1820), Daoguang (1821-1850) y Xianfeng (1850-1861)
El emperador Jiaqing siguió embelleciendo los Jardines Imperiales, concretamente el más reciente Jardín de la Elegante Primavera, añadiendo puentes, lagos y pabellones; su hijo Daoguang siguió adornándolo y finalmente lo atribuyó a su madre y a su séquito. Durante su reinado el conjunto de los Jardines Imperiales empezó a ser conocido como Jardín del Perfecto Brillo (en chino tradicional, 圓明園; pinyin, Yuanmingyuan), a pesar de que el nombre se refería propiamente a solo uno de los recintos. Los emperadores Jiaqing y Daoguang pasaron la mayor parte de su reinado residiendo en el Jardín del Perfecto Brillo, visitando la Ciudad Prohibida escasamente, Xianfeng, por su parte, de salud frágil y vida disipada, pasó casi todo su reinado virtualmente encerrado en el Yuanmingyuan.
A mediados del siglo XIX, los Jardines Imperiales habían experimentado una expansión en una forma u otra durante más de 150 años.

## Descripción del lugar
Los Jardines Imperiales juntos cubrían un área de 3,2 km², ocupaban casi 5 veces el tamaño de la Ciudad Prohibida y 8 veces el tamaño de la Ciudad del Vaticano. En sus terrenos se encontraban cientos de edificaciones y estructuras tales como salas, pabellones, bibliotecas, templos, galerías, talleres, jardines, lagos, etc. En total había 650 estructuras "con nombre propio" y "130 paisajes", la mayoría de los edificios era de una sola planta y una arquitectura sencilla y serena, integrándose perfectamente con el jardín circundante. Varios famosos paisajes del sur de China se habían reproducido en los Jardines Imperiales y cientos de obras maestras del arte chino y antigüedades, así como obras literarias y recopilatorios fueron almacenados en los pasillos, haciendo de los jardines imperiales una de las mayores colecciones del mundo.

### El Jardín del Perfecto Brillo (圓明園 -Yuanmingyuan)
Establecido por el emperador Kangxi en 1709 y considerablemente embellecido por su sucesor el emperador Yongzheng, era el jardín más extenso del complejo y donde se encontraban los principales edificios. La entrada se situaba al sur y precedía a un conjunto de salas al estilo de la Ciudad Prohibida, el edificio principal era el Pabellón de la Rectitud y el Honor, destinado a grandes audiencias. Al este se situaban las oficinas gubernamentales y los aposentos de los príncipes. Esta zona era donde la mayoría de los visitantes podían acceder. 
Al norte del las salas de audiencias se situaban los llamados Nueve Continentes Claros y Calmados, es decir, nueve islas alrededor del lago central. De estas islas, la sur contenía la residencia privada del emperador sus consorte y concubinas, luego, en el sentido contrario a las agujas del reloj, se situaban: la Terraza de las Peonias, diversos santuarios taoístas y budistas donde el emperador rezaba y componía poesía, una copia de la pagoda del lago Dongting y un pueblecito con huertos y chozas rústicas.
Toda la zona norte del jardín, más recóndita, también estaba aderezada por edificios diversos como el Edificio de la Paz Universal en forma de esvástica, destinado a paseos nocturnos y a contemplar la luna; el monumental Templo a los Ancestros hecho construir por Qianlong en el extremo noroeste; una evocación del estudio de Zhou Dunyi en el lago oeste de Hangzhou; la Calle del Mercado que imitaba la vida cotidiana en una ciudad china, o el Patio de la Destilería, con un enorme puente sobre una charca de lotus. 

Toda la parte este estaba ocupada un gran lago simbolizaba el mar de la China Oriental y en su centro una isla recordaba la morada de los inmortales, en el extremo noreste del lago había la Preciosa Escena sobre un Tiesto Cuadrado, en realidad en suntuoso y colorido palacio construido por Qianlong.

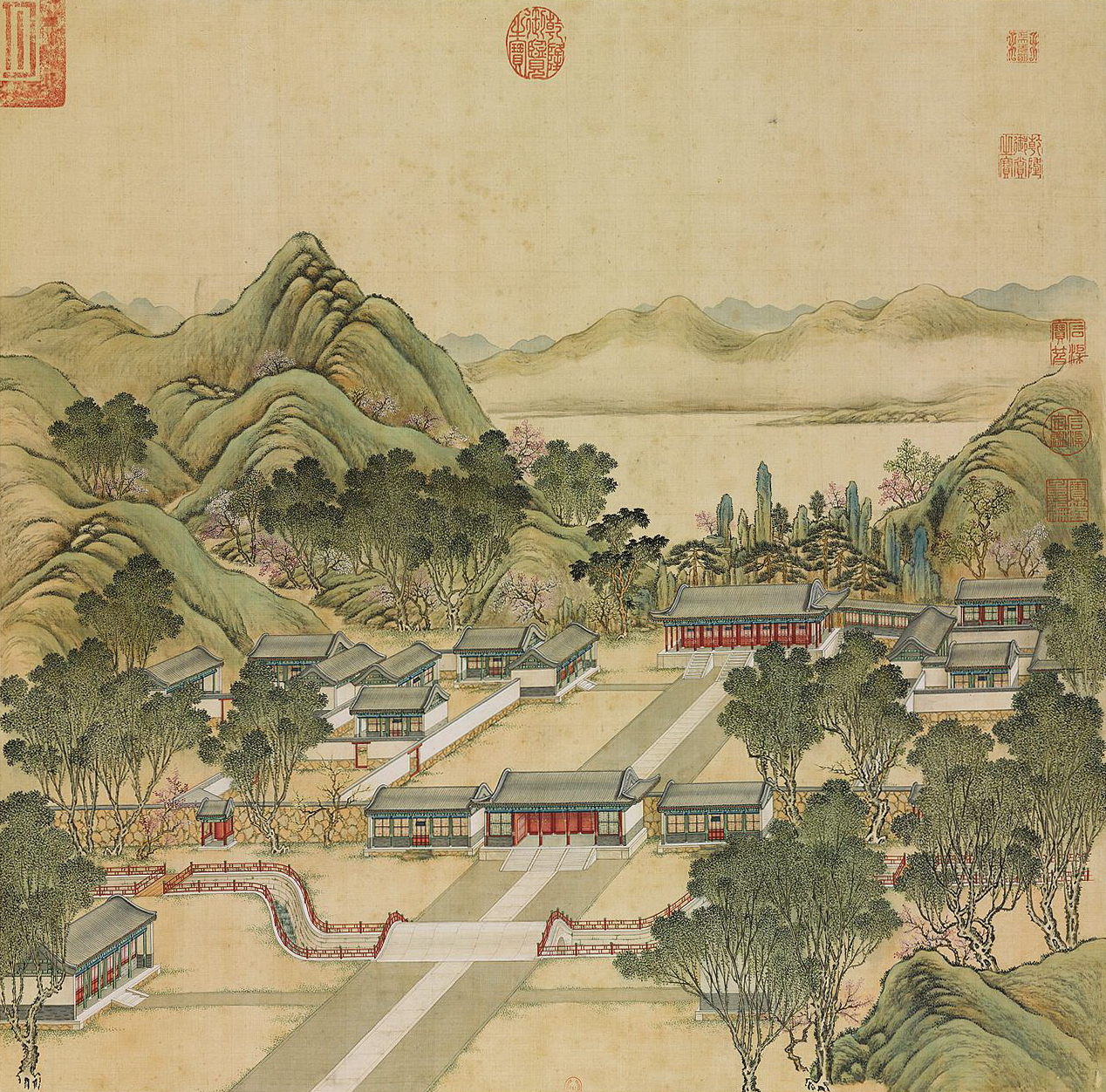
Pabellón de la Rectitud y el Honor.
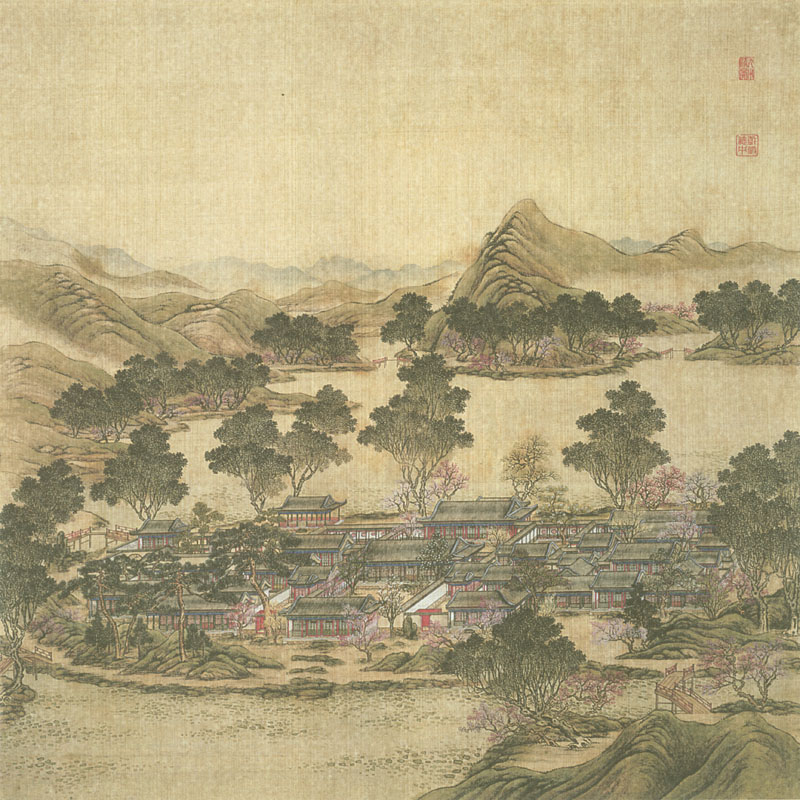
Aposentos privados del Emperador.
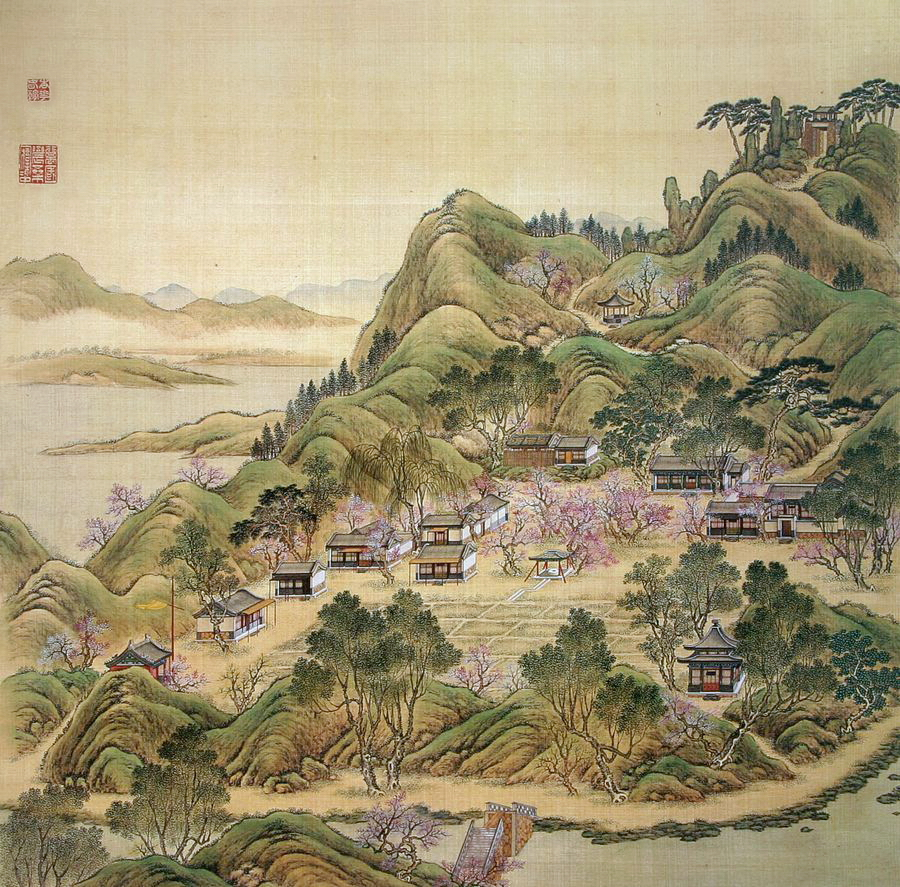
Pueblecito rústico rodeado de huertos.
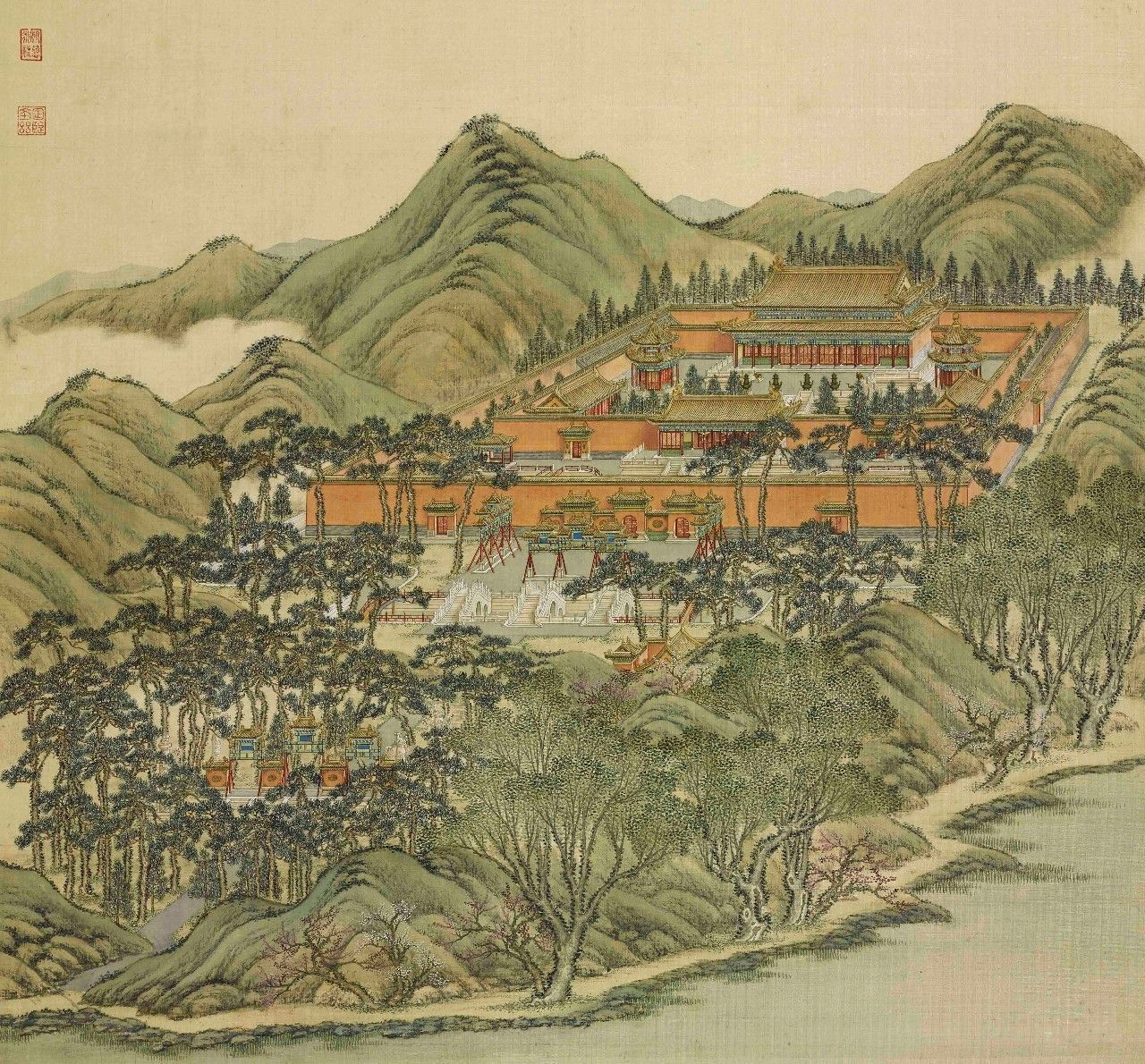
Santuario de los Ancestros.
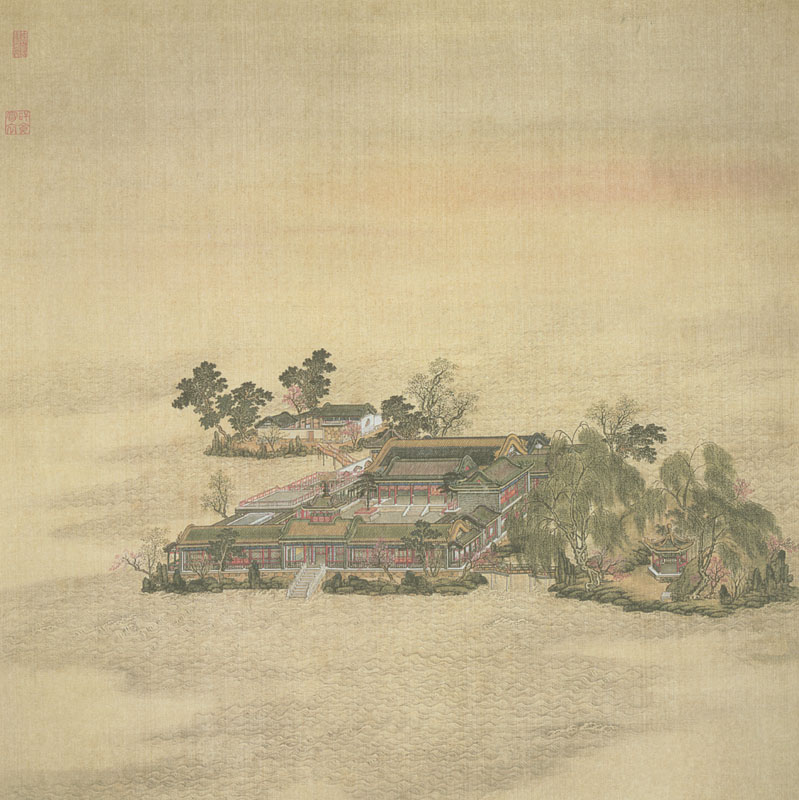
Isla de los inmortales.
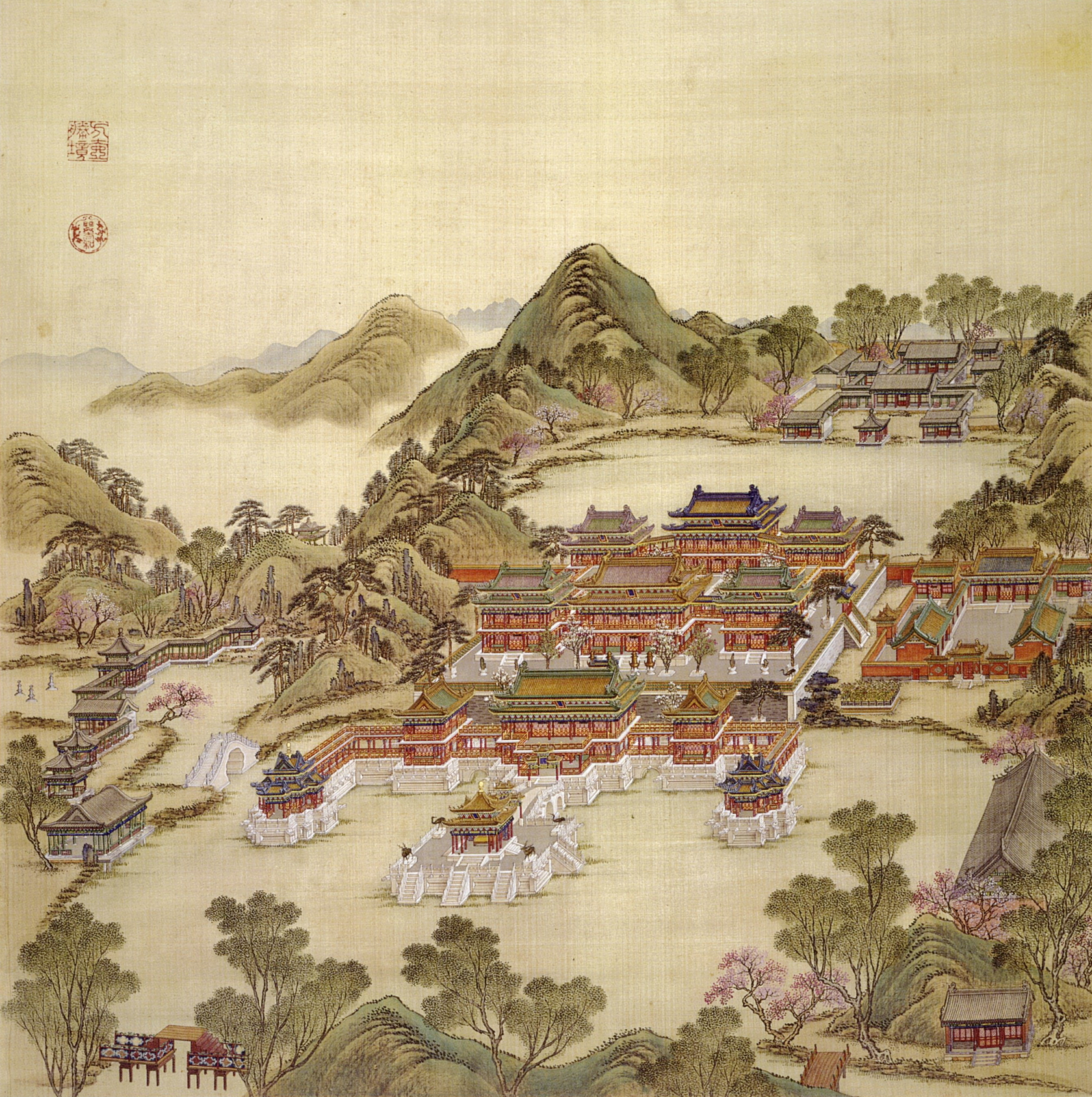
Preciosa Escena en un Tiesto Cuadrado.

### El Jardín de la Eterna Primavera (長春園 -Changchunyuan)
Fue fundando por el emperador Qianlong en 1749, en el extremo este del jardín anterior. Dado que el emperador pensaba abdicar en 1796 (para cumplir la promesa de no reinar más que su abuelo Kangxi) este nuevo jardín se concibió como su residencia para después de su abdicación, del mismo modo que el Palacio de la Longevidad Tranquila en la Ciudad Prohibida.
Tenía una entrada independiente al sur, y en el centro se erigió un suntuoso palacio rodeado de islitas y lagos. En una franja al norte, en la parte trasera, se erigieron los edificios más célebres de los Jardines Imperiales: los Palacios Europeos.

#### Los Palacios Europeos (西洋楼 -Xiyanglou)
Los Palacios Europeos eran en realidad un conjunto de pabellones construidos en piedra y mármol y con una elaborada decoración escultórica a base de tallas, relieves, cornisas, pilastras y sinuosas escalinatas, a ello se añadieron unos tejados de color azul. Los jesuitas Giuseppe Castiglione (pintor de la corte) y Jean-Denis Attiret se encargaron de la arquitectura y decoración de los nuevos palacios, cuyo objetivo era satisfacer el gusto de Qianlong por los edificios y objetos exóticos.
El extravagante estilo rococó era en realidad más teatral que funcional. Como muchas otras partes de los Jardines Imperiales, los Palacios Europeas se concibieron más como un decorado que como un edificio que poder habitar. Por ejemplo, la parte trasera del edificio más grande, el Pabellón de los Mares Calmados, era en realidad un cisterna para el agua de las fuentes y sus ventanas eran un trampantojo.
Las fuentes, obra del jesuita Michel Benoist. fueron el otro elemento más característico del conjunto de Palacios Europeos, el emperador Qianlong visitó casi a diario las obras para ver su marcha, sin embargo mostró nulo interés por la elaborada tecnológica hidráulica que las hacía funcionar. Después de la muerte de Benoist, nadie supo como hacer funcionar el sistema de bombeo y el agua tuvo que ser subida con baldes hasta la cisterna.

Con frecuencia se cree que la mayoría de edificios de los Jardines Imperiales era de estilo occidental, sin embargo, los Palacios Europeos apenas constituyan un 5% de la superficie total. Más del 95% de los jardines estaban formados básicamente por edificios de estilo chino, aunque también había algunos edificios en estilo tibetano y mongol, lo que reflejaba la diversidad del Imperio Qing.

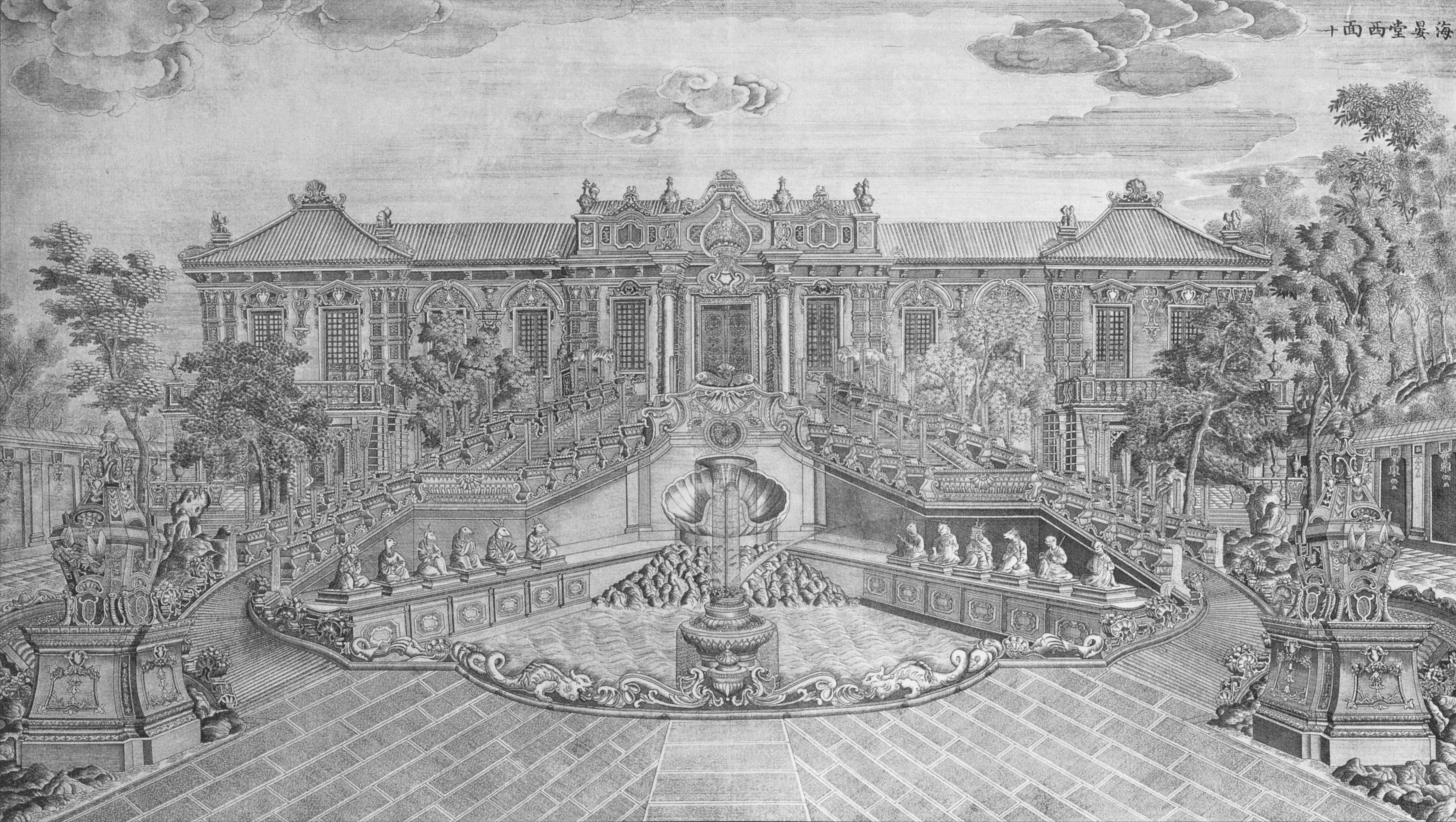
Pabellón de las Aguas Calmadas.
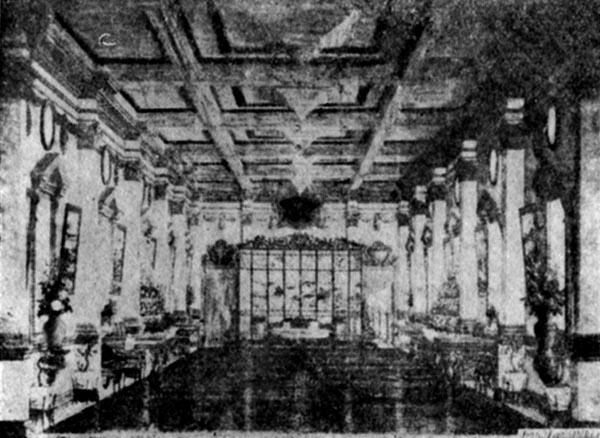
Interior del Pabellón de las Aguas Calmadas.
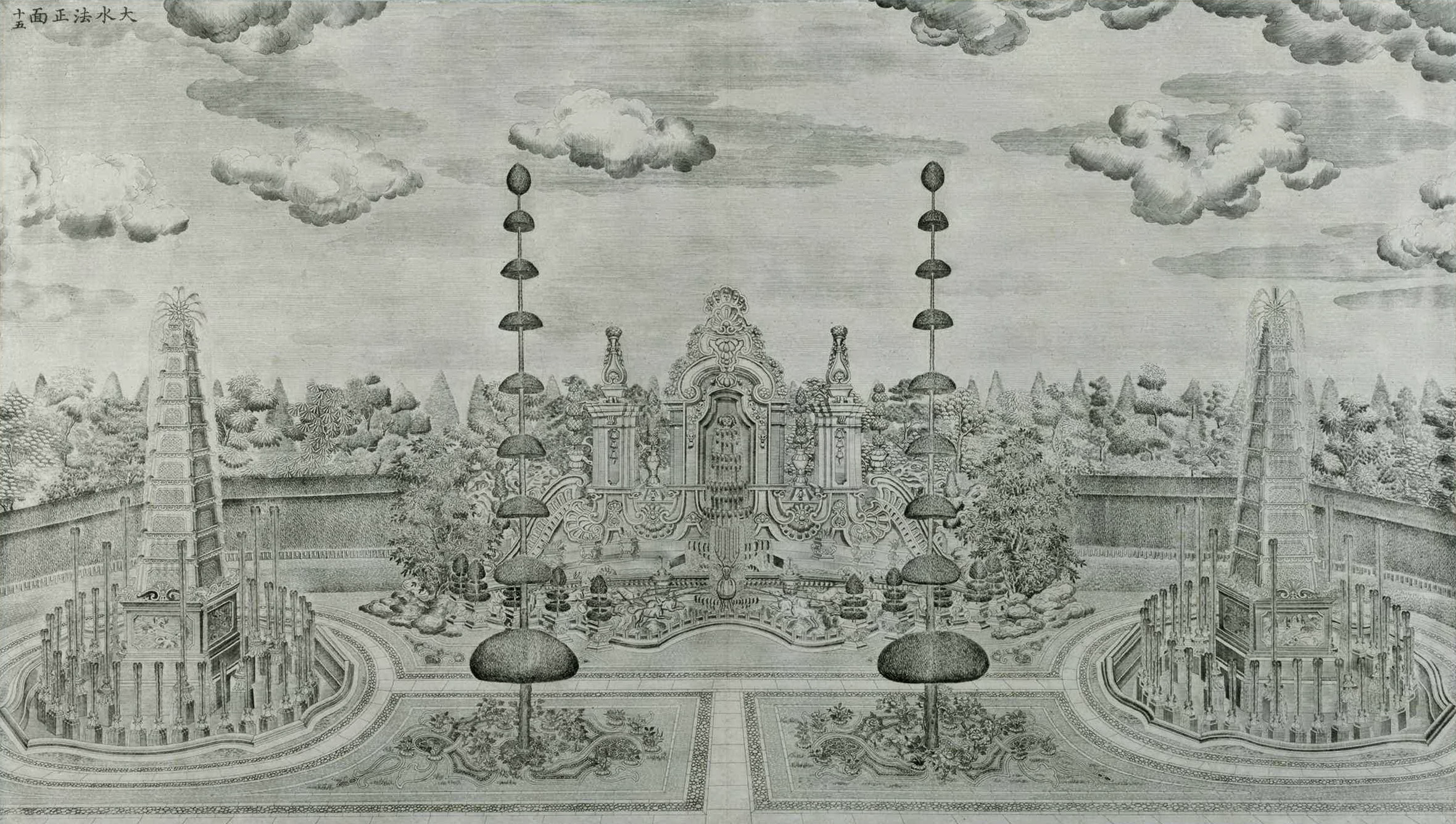
Gran Fuente.
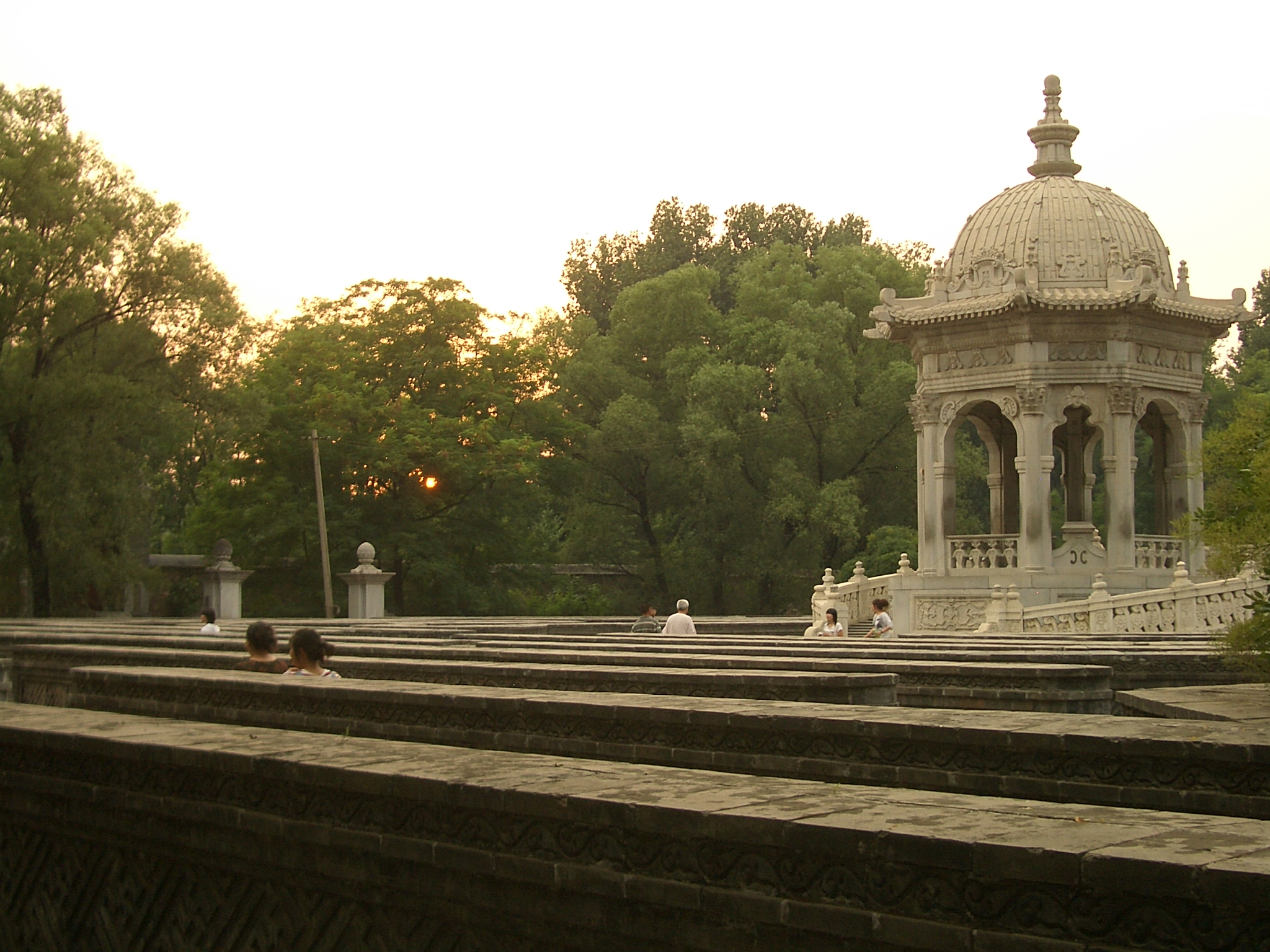
El Laberinto y su pabellón central.

### El Jardín de la Elegante Primavera (綺春園 -Qichunyuan)
Fue el último jardín en añadirse al complejo, a partir de 1774, sus embellecimientos se llevaron a cabo principalmente durante las primeras décadas del siglo XX. Bajo el reinado del emperador Daoguang, el jardín se convirtió en residencia de la emperatriz madre y su corte.
El Jardín de la Elegante Primavera presentaba el trazado más irregular de todos los Jardines Imperiales, ya que se trataba de la unión de diversos jardines más pequeños.

## Destrucción de los Jardines Imperiales

### La segunda guerra del Opio (1856-1860)
En 1860, durante la segunda guerra del Opio, las fuerzas expedicionarias británicas y francesas desembarcaron cerca de Tianjin, tomando los fuertes de Taku (en agosto), y avanzaron hacia Pekín. El 23 de agosto, el emperador Xiafeng decidió iniciar conversaciones de paz. Los ingleses enviaron una delegación a Tongzhou liderada por Harry Parkes y Henry Loch, el secretario privado de lord Elgin, líder de la expedición. No obstante las negociaciones se torcieron y Parkes y su séquito fueron tomados como rehenes.
El 18 de setiembre las fuerzas anglo-francesas derrotaron a la prestigiosa caballería mongol en la batalla de Zhangjiawan, dos días después 10 000 soldados chinos fueron también barridos en la batalla de Palikao. El ejército chino contaba con muchos más hombres, pero su armamento era antiguo y sus técnicas militares obsoletas.
Con el último baluarte del Ejército Imperial destruido, el emperador Xianfeng y su corte decidieron abandonar la capital y huir a Chengde, al norte.
El día 5 de octubre, las tropas anglo-francesas se plantaron ante la muralla norte de Pekín. A cargo de las negociaciones con los occidentales quedó el príncipe Gong, hermano menor del emperador, que se encerró en la ciudad ante la probabilidad de un asedio. Dos días después, la noche del 6 de octubre, unidades francesas, desviadas de la fuerza de ataque principal, entraron en el Yuanmingyuan.

### El saqueo (6-18 de octubre de 1860)
Los Jardines Imperiales estaban solo ocupados por unos pocos eunucos, y en sus alrededores había algunas unidades dispersas del Ejército Chino. Aunque el comandante francés Cousin-Montauban aseguró al comandante británico Grant que "nada había sido tocado", pronto los soldados franceses empezaron a saquear los pabellones y palacios, sin encontrar resistencia significativa. En los saqueos también hubo participación china, pues el caos fue aprovechado para entrar en un recinto antes vedados a los chinos comunes.
Cuando los ingleses llegaron al recinto encontraron a los franceses "vestidos con elaboradas túnicas bordadas de mujer y la mayoría llevando delicados sombreros chinos en vez de sus kepis".

Los ingleses pronto se unieron a los saqueos superando lo hecho por los franceses. Los franceses saquearon de forma individual, prefiriendo pequeños objetos de valor como los relojes (la mayoría de fabricación europea), los ingleses fueron mejores saqueadores, trabajando de forma organizada y seleccionando y clasificando los tesoros. El saqueo fue acompañado de la destrucción y muchos de los preciosos objetos sustraídos se dañaron a causa del caos y del tumulto. Frederick Stephenson, ayudante-general del ejército británico, describió el saqueo en una carta a su hermano:
Las estancias y las salas de audiencia, y especialmente el dormitorio del emperador, estaban repletas de los bibelots más maravillosos que te puedas imaginar. Enormes almacenes llenos de ropas ricamente adornadas perfectamente ordenadas junto con carísimas pieles, como armiño y marta cibelina, todas fueron bruscamente sacadas de las estanterías, y aquellas que no gustaron, fueron tiradas al suelo y pisoteadas. Había otros vestidores repletos de abanicos, sombreros de mandarín y ropas y vestidos de mil variedades, apilados hasta el techo, junto con rollos de seda ricamente bordadas, todo en grandes cantidades. Fue saqueado y hecho pedazos, el suelo estaba literalmente cubierto de pieles, túnicas, ornamentos de jade, porcelana, dulces y elaboradas tallas de madera.
Muchos de los objetos robados por los británicos fueron, sin embargo, subastados en el mismo lugar y los beneficios se destinaron a un fondo común para el ejército. Aquello más valioso fue reservado como presente para la reina Victoria y el emperador Napoléon III, la mayoría acabó en casas de subastas de París y Londres, en museos, y, en otros casos, adornando casas de campo inglesas. Lo saqueado por los chinos aparecería días más tarde en las tiendas de antigüedades de la célebre calle Liulichang de Pekín. El conde D'Herisson, secretario e intérprete del general Cousin-Montauban, jefe del ejército francés, recalcó que el saqueo era legítimo en "tiempos de guerra" pero:
El único error que cometimos fue un detalle importante, no solo saqueamos, sino que también destruimos y desperdiciamos...mi corazón sangraba al ver, por ejemplo, el espacio que separaba el palacio de nuestro campamento cubierto de sedas y telas preciosas pisoteadas en el barro, bienes que valdrían veinte millones; sangraba al ver un soldado prender su pipa con un manuscrito único y extraordinario; sangraba al ver, durante nuestra partida, magníficos relojes, obras de arte de la relojería, marfiles tallados, lanzados a los caminos bajo las ruedas de nuestros carros y furgones...

### El incendio (18-19 de octubre de 1860)
Finalmente, el día 13, el príncipe Gong aceptó el ultimátum anglo-francés y capituló, salvando Pekín de un posible asedio. Fue entonces cuando la fuerza expedicionaria pudo rescatar a los diplomáticos Parkes y Loch y a su escolta secuestrados casi un mes antes. Pronto descubrieron la suerte que habían corrido los europeos e indios de la escolta: 19 de ellos habían muerto después de largas torturas, incluyendo dos enviados británicos y un periodista de The Times. Sus cuerpos apenas eran reconocibles. Este trato causó un amplio rechazo entre el ejército europeo.
Lord Elgin decidió entonces incendiar los Jardines Imperiales como venganza por el maltrato a los prisioneros y para desalentar al Imperio chino a utilizar el secuestro como instrumento de negociación. El comandante francés, el general Cousin-Montauban, se opuso a esta medida, por lo que las tropas francesas no participaron en el incendio. El 18 de octubre, 3500 soldados ingleses procedieron a incendiar los distintos palacios, pabellones, templos y bibliotecas de los Jardines Imperiales.
Charles George Gordon, en aquella época capitán de 27 años de los "Royal Engineers", escribió a su madre relatando el incendio así:

Salimos, y, después del saqueo, quemamos todo el lugar, destruyendo de manera vandálica una propiedad tan valiosa que no podría ser reemplazada por el trabajo de cuatro millones de personas. Sacamos más de 48 £ por cabeza en recompensa ... Me ha ido bien. La gente local es muy amable, pero creo que los grandes [la alta aristocracia] nos odian, después de lo que hicimos al Palacio. No puede imaginarse la belleza y la magnificencia de los lugares que quemamos. Nos dolía el corazón al quemarlos, de hecho, estos palacios eran tan grandes, y teníamos tanta prisa, que no pudimos saquearlos con cuidado. Se quemaron cantidades de adornos de oro, al confundirlos con latón. Fue un trabajo terriblemente desmoralizador para un ejército. Todo el mundo estaba loco por saquear.
Después del incendio, Lord Elgin mandó colgar un cartel en la entrada que rezaba: "Esta es la recompensa por la perfidia y la crueldad". El comandante inglés consideró que el Yuanmingyuan era "la residencia favorita del emperador, y que su destrucción noqueará su orgullo y sus sentimientos"; su destrucción se consideró no solo un golpe contra la soberanía y autoridad chinas, sino también un acto de violencia simbólica contra el mismo emperador.
Xiafeng, por su parte, se vio obligado a firmar el tratado de Tientsin que daba por concluida la guerra, de la cual el incendio de los Jardines Imperiales había sido el último acto. El emperador jamás llegó a ver su palacio arrasado, ni siquiera volvió a Pekín, falleció apenas un año después (en agosto de 1861) en su palacio de Chengde. Se dice que murió a causa de una neurosis de angustia que le provocó saber el incendio de su palacio, o también se sostiene que falleció a causa de una salud frágil y una vida de excesos.

### Críticas a la destrucción del Yuanmingyuan
Las críticas empezaron inmediatamente después del saqueo y del incendio. Los británicos acusaron a los franceses de haber empezado el saqueo y los franceses a los británicos de haber incendiando el palacio. En Occidente, los sucesos generaron sentimientos de triunfo, conmoción y repulsa al mismo tiempo.
El escritor francés Victor Hugo, acérrimo enemigo del Napoléon III, fue de las primeras personalidades europeas en criticar los hechos, en su Expédition de Chine describió el saqueo como: "Un día, dos ladrones entrando en el Palacio de Verano. Uno lo ha saqueado, el otro incendiado. [...] Uno de los bandidos se ha llenado los bolsillos, mientras veía al otro llenar sus maletas; y llegaron a Europa, cogidos del brazo y riendo. [...] Ante la historia uno de los ladrones se llamará Francia y el otro Gran Bretaña". En su carta, Victor Hugo esperaba que algún día Francia se sintiera culpable y devolviera lo que había robado en China.
El escritor argentino Mauricio Percara nos recuerda la presencia, hoy en día, de un busto de Hugo en los antiguos jardines: "En el sitio en el que sus pares franceses alguna vez posaron sus pies destructivos, hoy se eleva un busto radiante del gran Victor Hugo. Desde el Antiguo Palacio de Verano, los jardines del perfecto brillo, un francés justiciero posa su mirada de piedra en la nieve que cae obedientemente sobre el piso gastado de la capital del norte".

## La persistencia del saqueo

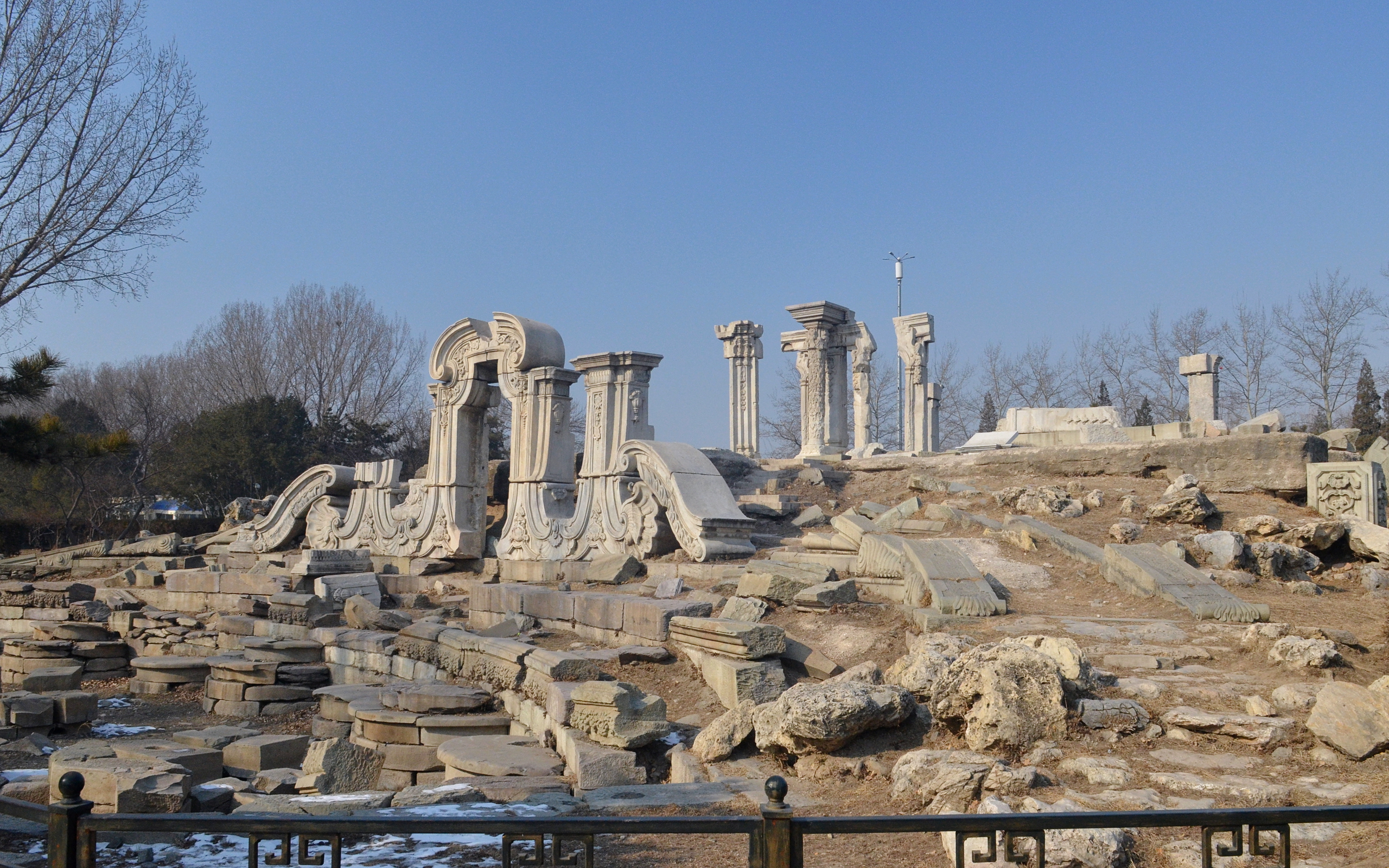
Ruinas de la Gran Fuente (Dashuifa) de los Palacios Europeos.

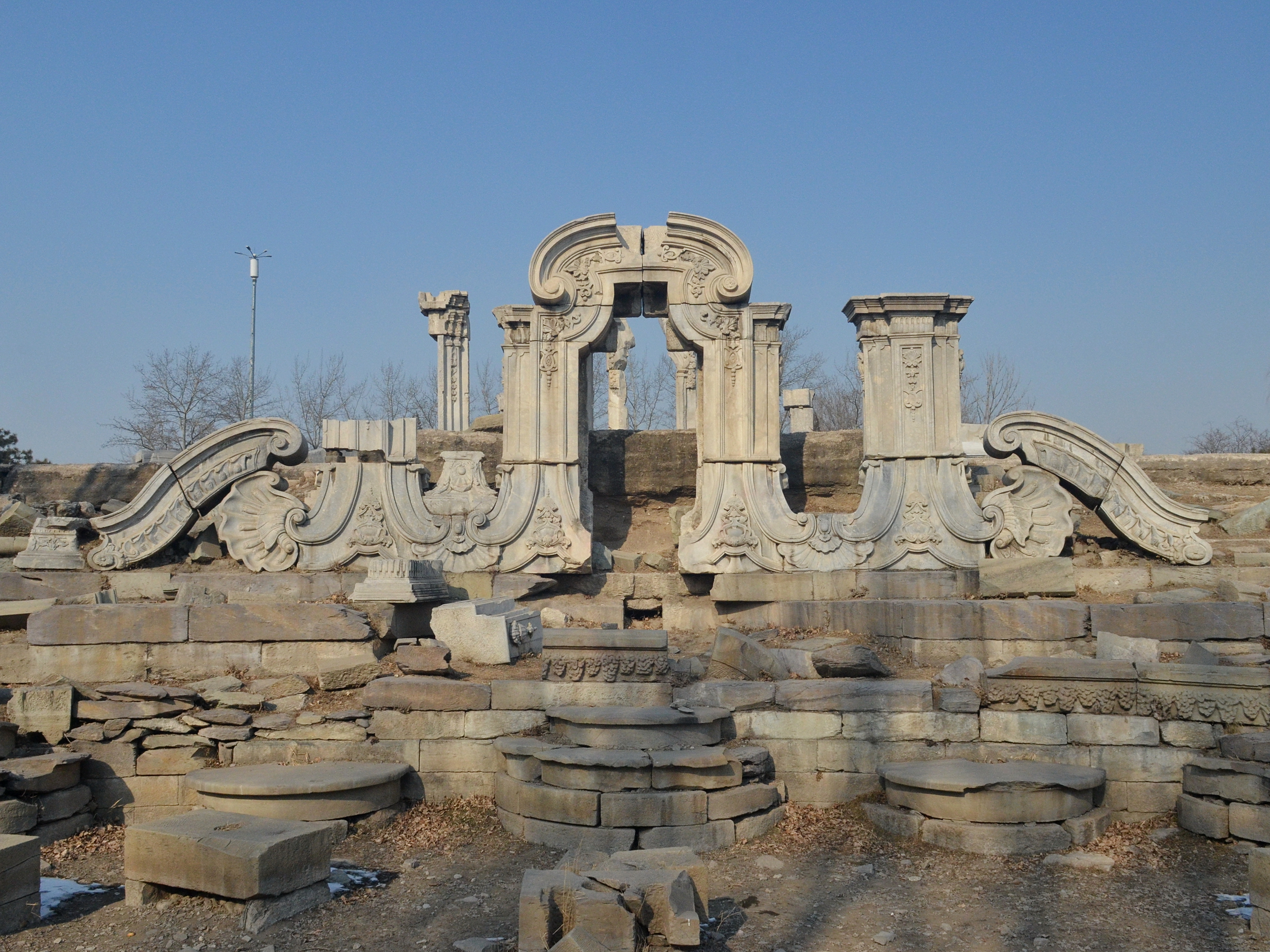
Ruinas de la Gran Fuente (Dashuifa) de los Palacios Europeos.

### El fin del Imperio Qing (1860-1911)
No todos los edificios de los Jardines Imperiales fueron destruidos durante la segunda guerra del Opio, al menos 16 "vistas pintorescas" sobrevivieron al incendio, eran aquellas situadas en zonas más recónditas del parque. El complejo hubiera podido ser restaurado, pero, faltadas de dinero, las emperatrices regentes Cixi y Ci'an optaron por reinstalarse en la Ciudad Prohibida con el emperador niño Tongzhi y la corte. Varias fotografías de 1873, trece años después del incendio, muestran los Palacios Europeos incendiados, pero aún en pie en medio de la creciente maleza.
Una vez alcanzada la mayoría de edad, el soberano proyectó restaurar el palacio y sus jardines en 1873, pero tuvo que renunciar a ello causa del alto coste una vez más. Una década después, en 1886, la emperatriz Cixi, para celebrar su 60 cumpleaños, decidió convertir el cercano, y más modesto, Jardín de las Ondas Cristalinas en el nuevo Palacio de Verano. Con tal fin, varios edificios sobrevivientes del Yuanmingyuan fueron desmantelados y sus materiales aprovechados.
A inicios del siglo XX, parte de los árboles (más de mil) y estructuras de madera, como puentes o pabellones, se derribaron para poder vender la madera. Los antiguos Jardines Imperiales continuaron sufriendo destrucciones durante la rebelión de los Boxers cuando sirvieron de acuartelamiento del desbandado Ejército Imperial.

### De la República a la Revolución Cultural (1911-1988)
Con la caída de la dinastía Qing y la proclamación de la República de China en 1911, el deterioro del recinto se acrecentó aún más. Aunque el antiguo palacio quedó en manos de la Casa Imperial, los antiguos empleados y guardeses del palacio procedieron a la progresiva venta de materiales, en este caso de las piedras provenientes de los Palacios Europeos. Después de 1924, con la expulsión del emperador Xuantong de la Ciudad Prohibida y la confiscación de sus propiedades, muchos materiales se usaron para construir edificios públicos y parques en diversos lugares de Pekín. Grandes porciones de los terrenos se nivelaron para establecer campos de cultivo y los lagos solo sobrevivieron al ser usados como piscifactorías.
En un principio, la llegada del régimen comunista apenas alteró la decrepitud del lugar, que era una área abandonada lejos de la explosión constructiva del momento, aunque los terrenos se vieron invadidos por granjas, chozas, establos, etc. No obstante, bajo la Revolución Cultural, algunas zonas de Yuanmingyuan se usaron como campo de trabajos forzados, casi mil árboles se abatieron al igual que al menos 800 metros del muro perimetral. También los Palacios Europeos sufrieron su último saqueo en busca de materiales, tras el periodo revolucionario quedaron definitivamente convertidos en el montón de piedras que son en la actualidad. En esta misma época se destruyó el único edificio sobreviviente, el Templo lamaista de Zhengjue, situado en el ángulo suroeste del Jardín de la Elegante Primavera, fue derribado para dejar espacio a los nuevos talleres y alojamientos de la Fábrica de Maquinaria de Haidian.
Solo en 1988, bajo la égida del primer ministro Zhou Enlai, los terrenos del antiguo Yuanmingyuan fueron declarados monumento histórico y abiertos al público.

## Futuro

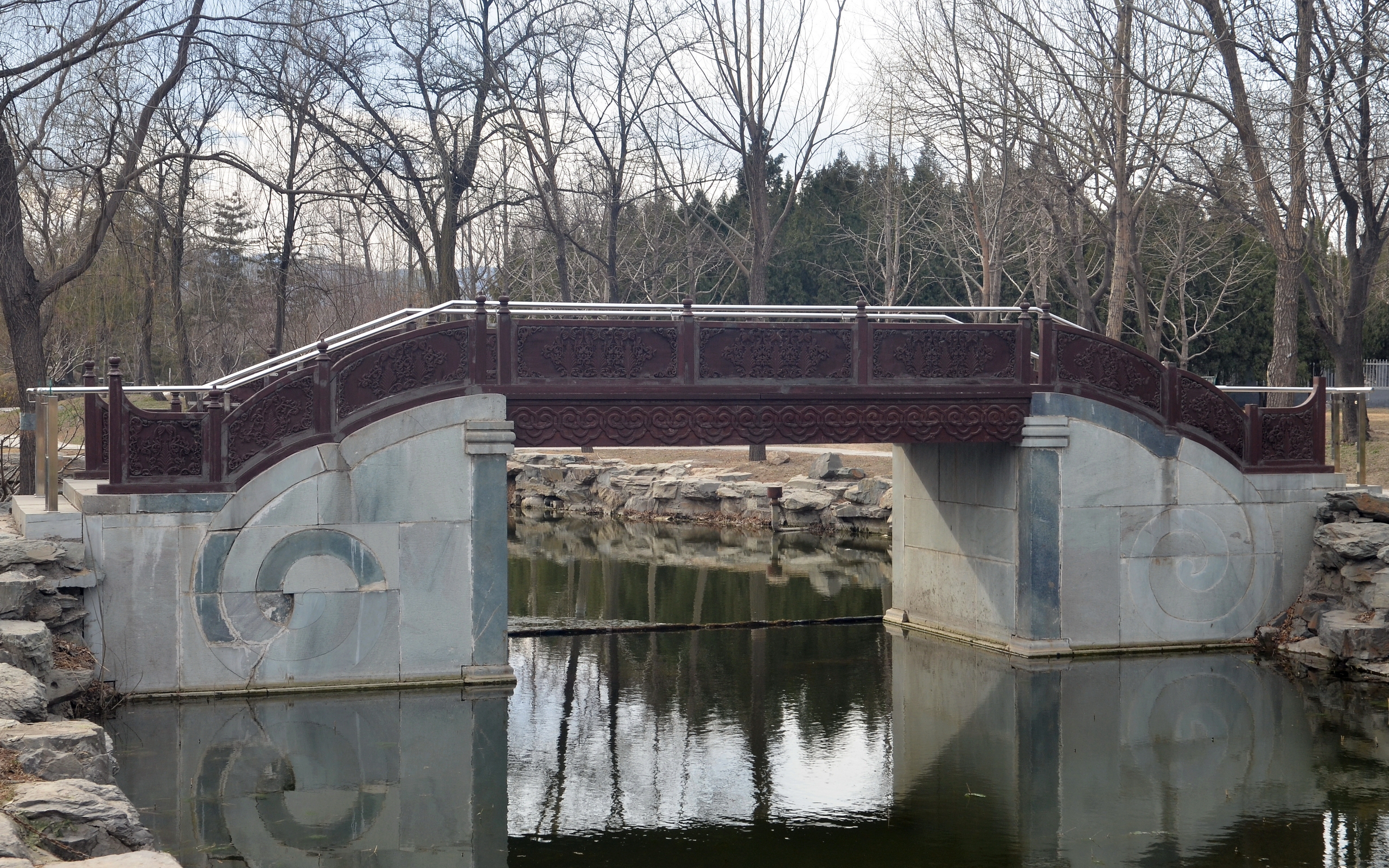
Puente Ruyi

En este momento hay varios planes en China para la reconstrucción de los Jardines Imperiales, pero surgieron movimientos que se han opuesto a estos planes sobre la base de la posibilidad de que se fuera a destruir una reliquia importante de la historia moderna de China. El gobierno chino decidió mantener el sitio en ruinas, como enseñanza a las generaciones futuras sobre las consecuencias de ser dominados por potencias extranjeras. Además, la reconstrucción total sería una tarea colosal, y la reconstrucción de las estructuras de encima de la tierra no ha sido aprobada. Sin embargo, los lagos y vías fluviales en la mitad oriental de los jardines han sido desenterrados de nuevo y vuelto a llenar con agua, mientras que las colinas alrededor de los lagos han sido limpiadas de maleza, recreando paisajes olvidados.
En febrero de 2005, se emprendieron trabajos para reducir la pérdida de agua de los lagos y canales en el Yuanmingyuan, cubriendo un total de 1,33 kilómetros cuadrados de sus cauces con una membrana para reducir las filtraciones. La administración del parque ha argumentado que la prevención de la pérdida de agua ahorra dinero al parque, ya que habría que añadir agua a los lagos una sola vez por año en lugar de tres veces. Sin embargo, los opositores del proyecto, como el profesor Zhang Zhengchun de la Universidad de Lanzhou temen que la medida vaya a destruir la ecología del parque, que depende de esa filtración de agua de los lagos y la conexión entre los lagos y el sistema de aguas subterráneas. También se teme que la reducción de la filtración de los lagos perturbe el sistema de agua subterránea de Pekín que ya sufre de agotamiento. También hay preocupaciones acerca de modificar el aspecto natural de los jardines, que son un sitio declarado patrimonio histórico de la ciudad de Pekín. Este problema, al pasar a la opinión pública en general, varias semanas más tarde, causó de inmediato revuelo en la prensa y se convirtió en uno de los mayores debates de Internet en China debido a la memoria aún dolorosa de la humillación extranjera cuyo epítome es la destrucción de este "jardín de jardines (萬園之園)". La Oficina de Protección Ambiental de Pekín (BEPB) llevó a cabo recientemente una evaluación del impacto ambiental de la medida.
Una copia parcial del palacio, el "Nuevo Palacio Yuan Ming" (圓明新園), fue construido en 1997 en la ciudad sureña de Zhuhai, en la provincia de  Guangdong, como un parque de atracciones de 1,39 km², incluyendo un lago de 8 ha
Hasta este día, muchas reliquias que fueron tomadas de los jardines permanecen en museos extranjeros y colecciones privadas. Aunque el gobierno chino ha tratado de recuperarlos, sólo una pocas estatuillas del Jardín de la Eterna Primavera del emperador Yongzheng se han devuelto y actualmente se exhiben en el Museo Nacional de Pekín.

## Fotografías modernas y dibujos históricos

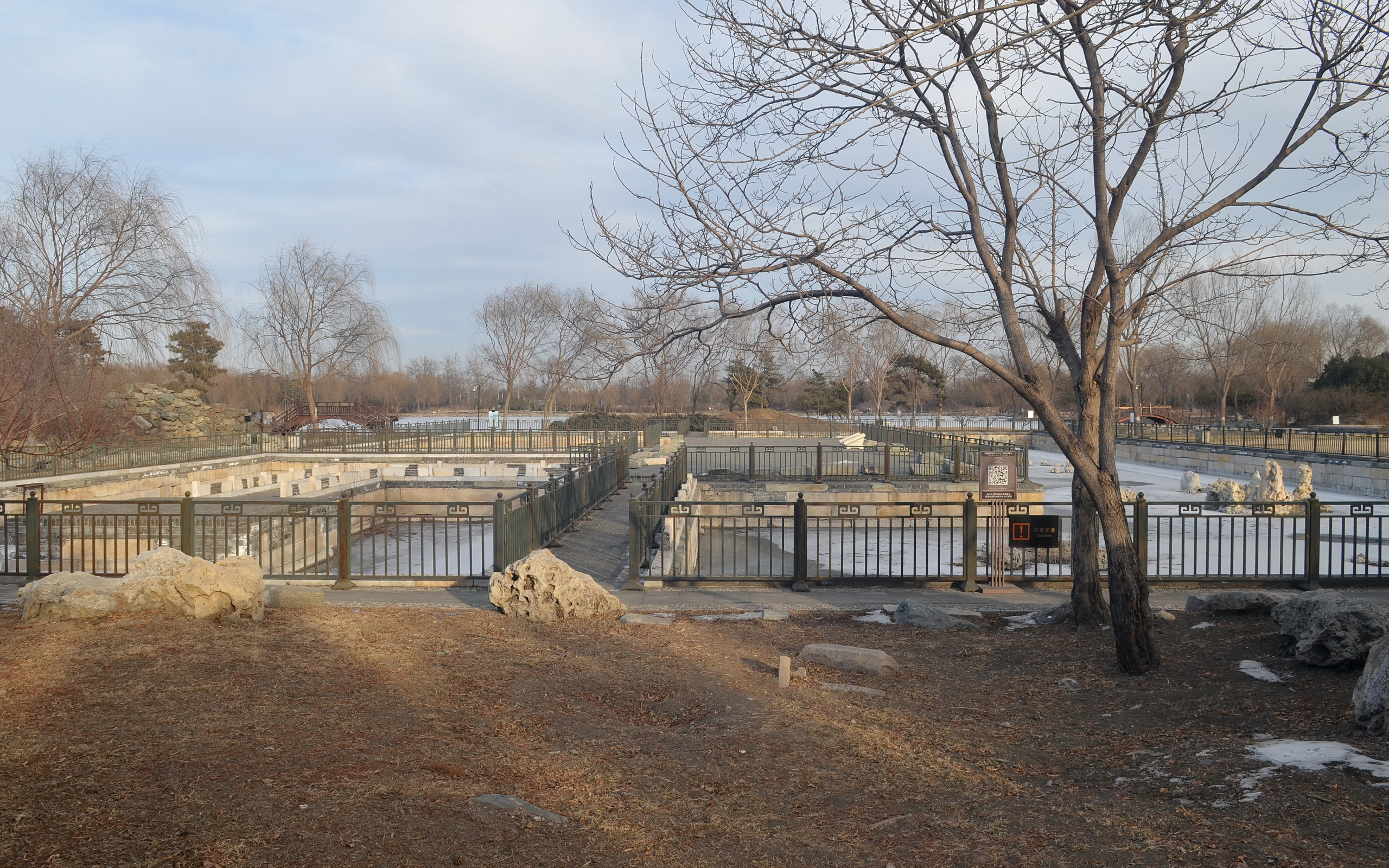
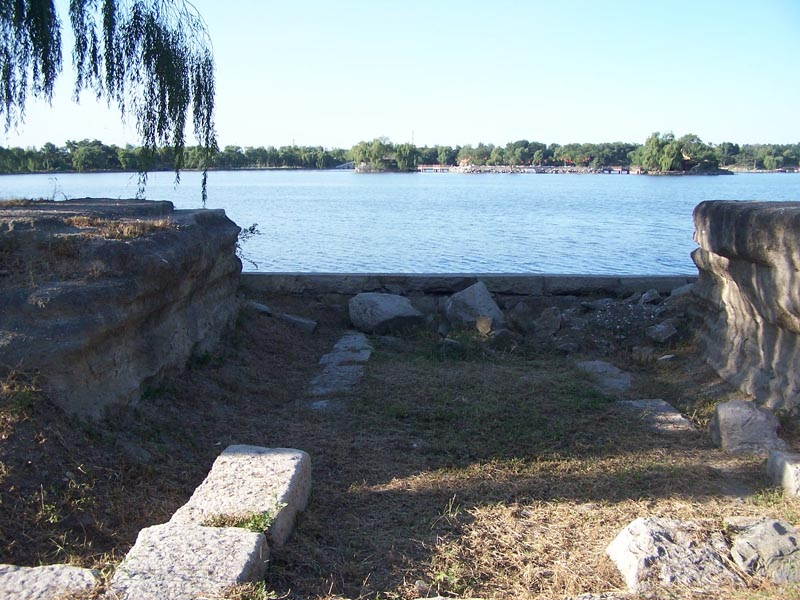
Lago Fuhai
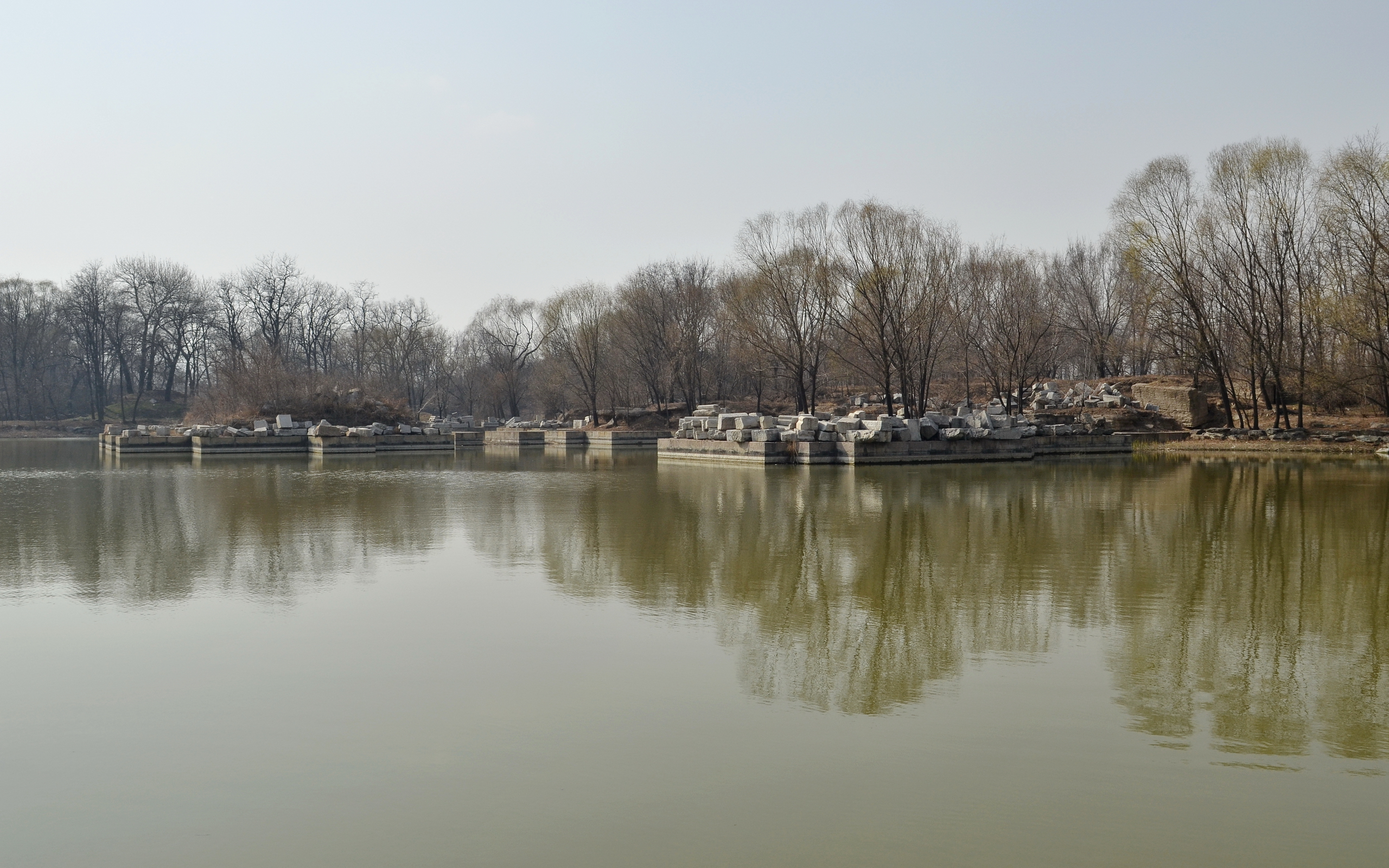
Fanghu Shengjing
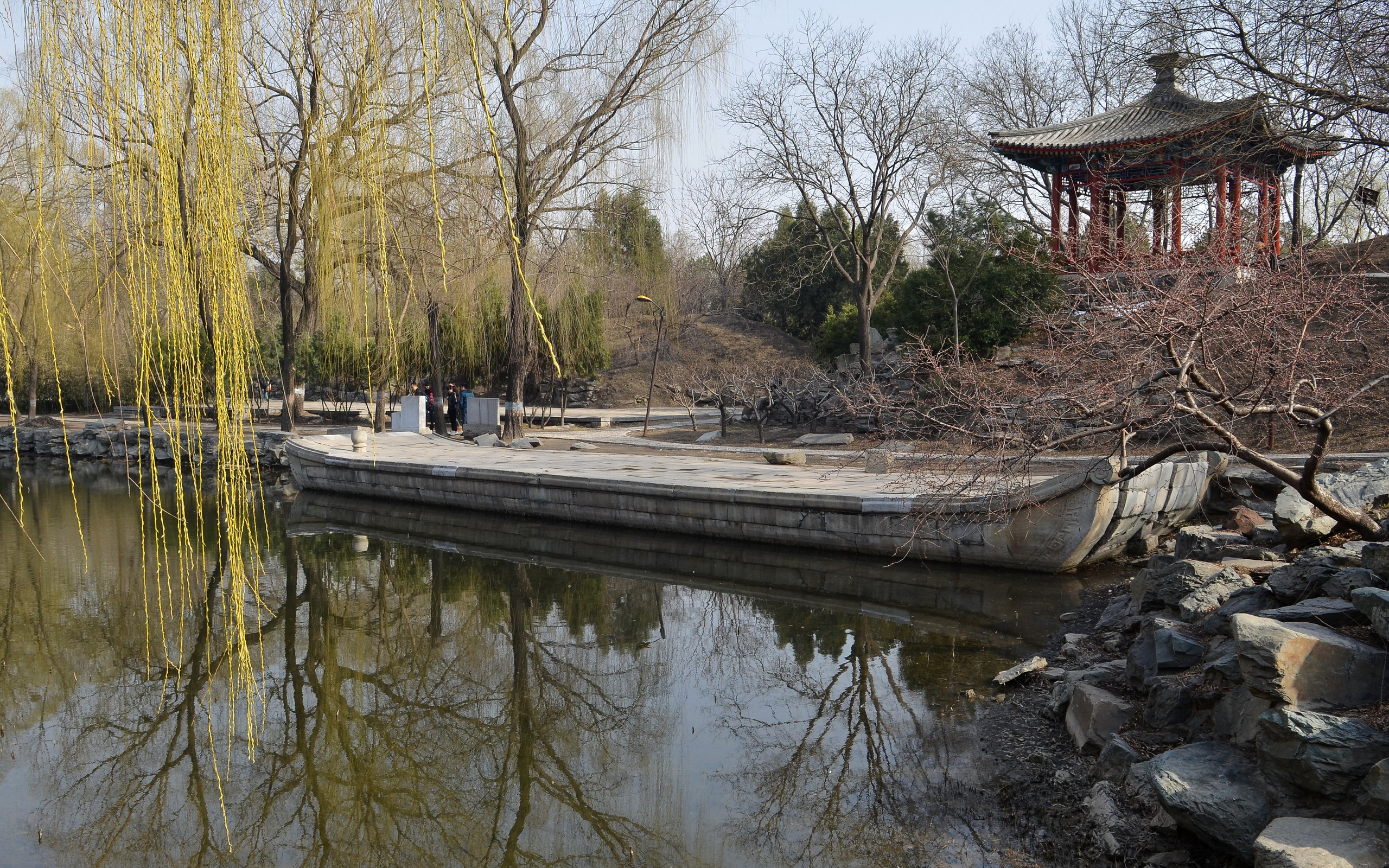
Un barco de piedra en el Yuan Ming Yuan
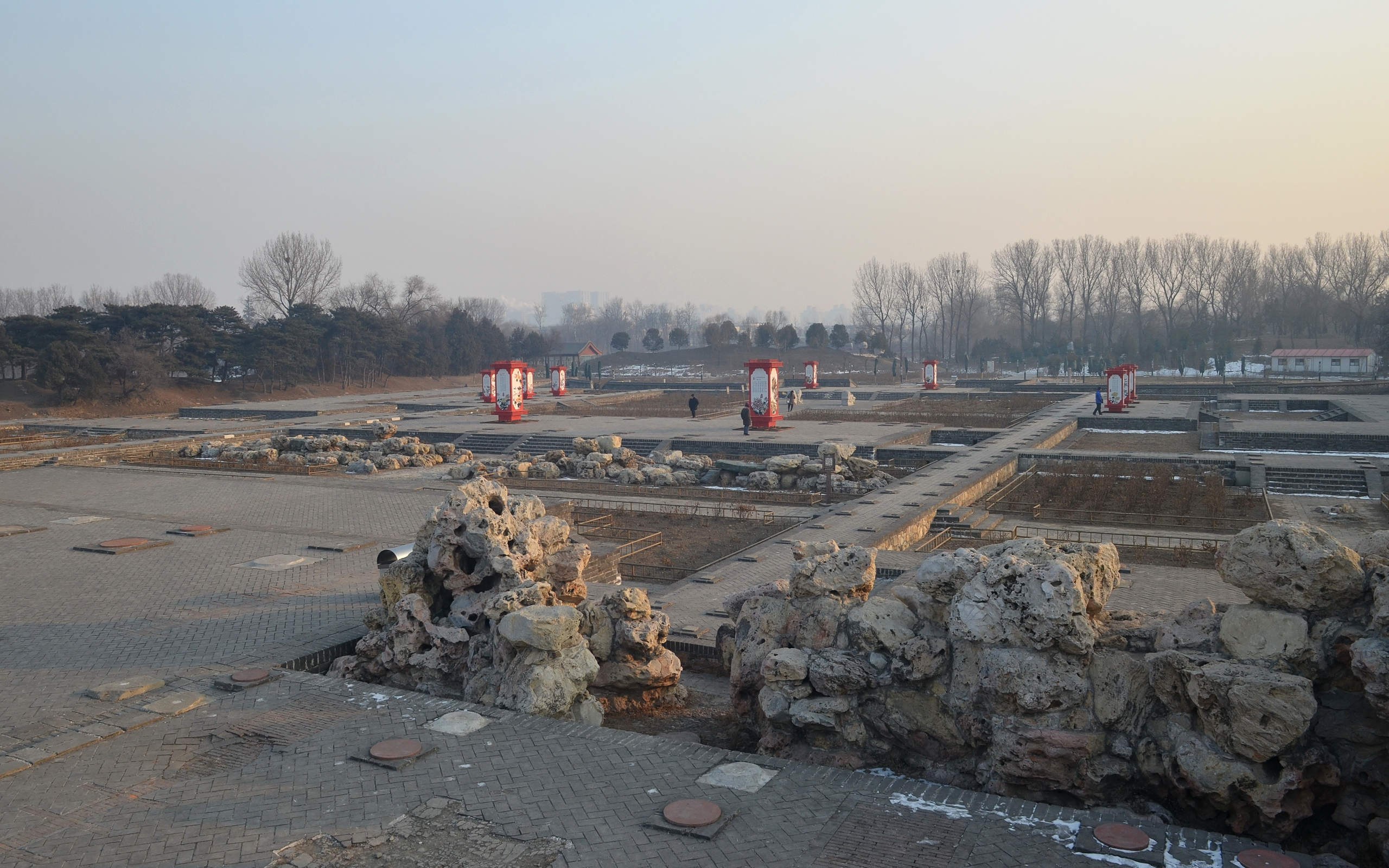
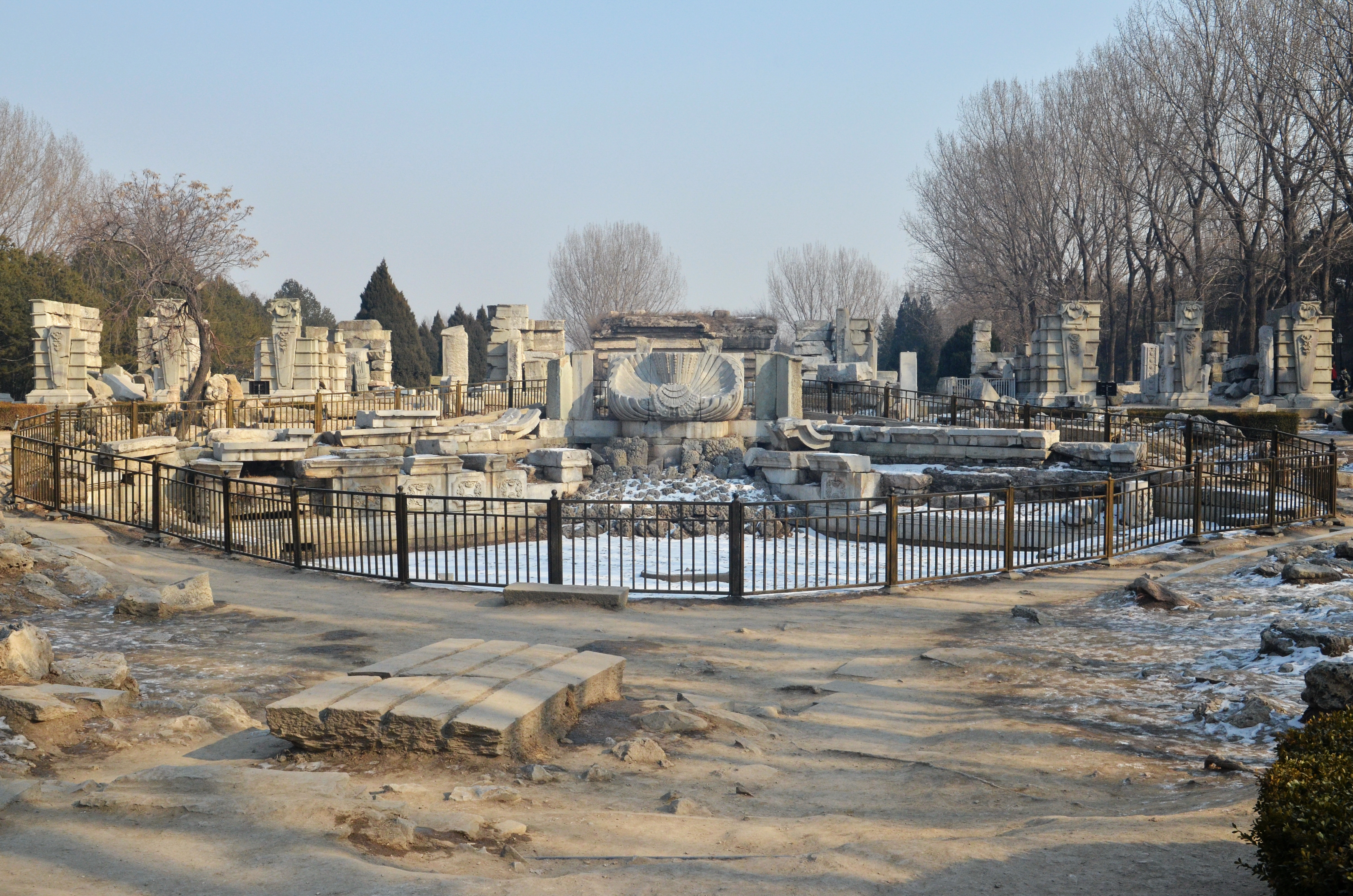
Ruinas del Haiyan Tang, fuente frontal
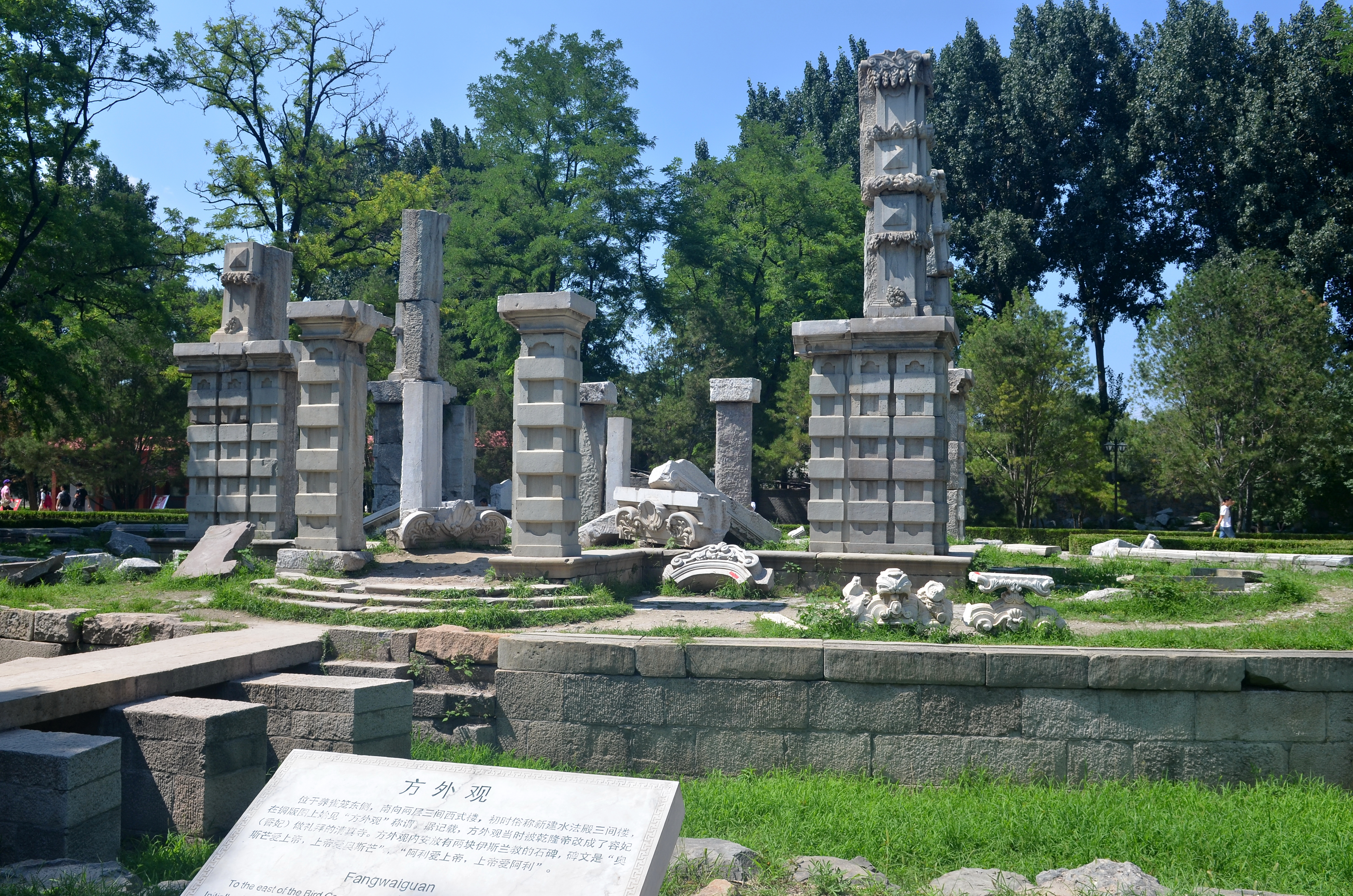
Ruinas del Fang Wai Guan